# Microraptor
Microraptor (del grec, mīkros: "petit"; i del llatí, raptor: "lladre") és un gènere de petit dinosaure dromeosàurid. S'han recuperat uns dotze espècimens fòssils ben preservats de Liaoning, Xina. Daten del Cretaci inferior de la formació de Jiufotang (Barremià), de fa entre 120 i 110 milions d'anys.

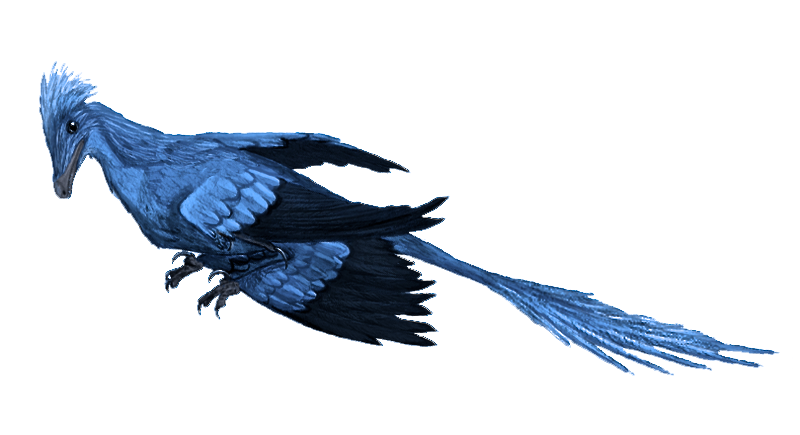
Microraptor